# Luigi Bolongaro
Luigi Bolongaro (Stresa, 24 aprile 1874 – Pozzuoli, 7 febbraio 1915) è stato un pittore italiano.

## Biografia
Nato nel 1874 a Stresa da Antonia Pastore e Giuseppe Bolongaro, commercianti, frequenta dal 1887 al 1894 l’Accademia Albertina di Torino, dove è allievo di Pier Celestino Gilardi e Giacomo Grosso e nel 1892 si aggiudica la medaglia d’oro nel concorso di pittura.
Dopo alcuni rifiuti ricevuti per incarichi di docenza, nel 1896 si reca a Varna e Plovdiv, in Bulgaria, dove per alcuni anni insegna disegno e calligrafia in due ginnasi maschili; partecipa a diverse esposizioni locali e nel 1898 il governo bulgaro acquista un suo dipinto per il Museo Nazionale di Sofia, oltre a fornire alcune opere per un album antologico donato allo zar Nicola II di Russia in ricordo dell’indipendenza nazionale.
L’anno seguente ritorna in Italia e si stabilisce a Varzo, in Val d'Ossola, dove si dedica alla riproduzione di paesaggi alpini e lacustri.
Tra il 1901 e il 1914 partecipa a diverse esposizioni italiane, come Torino (1902 con Bosco di Castagni, Ritratto di signorina e Ritratto di signora), Venezia (1903 e 1905 con Ritratto), Milano (1901 con Studio di testa, Pianura bulgara e Meriggio e nel 1910 con Mattino in Val di Vedro), Vercelli, Stresa, Intra e all'Esposizione italiana di Londra del 1904 con Morning in the Alps.
Muore nel 1915 a Pozzuoli, dove si trova per un ciclo di cure: la moglie Silvia Lincio trasforma la casa in un memoriale chiuso del pittore
Tra i suoi allievi, la paesaggista e illustratrice Isolina Trabattoni.
Nel 1982 il Museo del paesaggio di Verbania gli dedica una mostra antologica con 76 opere, volta a riscoprirne la rilevante personalità artistica.

## Stile
(Luigi Càllari in Storia dell'arte contemporanea italiana, Ermanno Loescher, Torino, 1909)
Ritrattista e paesista, si distingue per uno stile personale non affrancato ad alcuna corrente pittorica del tempo.
Raffigura, in particolare, soggetti popolari e agresti del Lago Maggiore e di Varzo, con un tessuto cromatico squillante, a strisce e 
chiazze.

## Opere principali
- Varna (1896), olio su tela, Galleria Nazionale di Sofia;
- Paesaggio con figura (1897), olio su tela, Galleria Nazionale di Sofia;
- Fanciulla a Varzo (1901), olio su tela, Museo del paesaggio di Verbania[7];
- Ritratto della moglie (1901), olio su tela, Galleria civica d'arte moderna e contemporanea, Torino;
- Verso la primavera (1901), olio su tela, Galleria civica d'arte moderna e contemporanea, Torino;
- Ritratto di Hristo Berberov (1912), olio su tela, collezione privata.